# Oxymacaria ochreata
Oxymacaria ochreata är en fjärilsart som beskrevs av W. Warren 1902. Oxymacaria ochreata ingår i släktet Oxymacaria och familjen mätare. Inga underarter finns listade i Catalogue of Life.